# 3932 Edshay
3932 Edshay este un asteroid din centura principală, descoperit pe 27 septembrie 1984 de Michael Nolan și Carolyn Shoemaker.